# مایکل هارت (ورزشکار)
مایکل هارت (انگلیسی: Michael Hart; ۲۴ اکتبر ۱۹۵۱ – ) ورزشکار روئینگ اهل بریتانیا بود.
وی در مسابقات کشوری و بین‌المللی در مجموع برندهٔ ۱ مدال طلا، ۱ مدال نقره، ۳ مدال برنز شده‌است.